# 楊文会

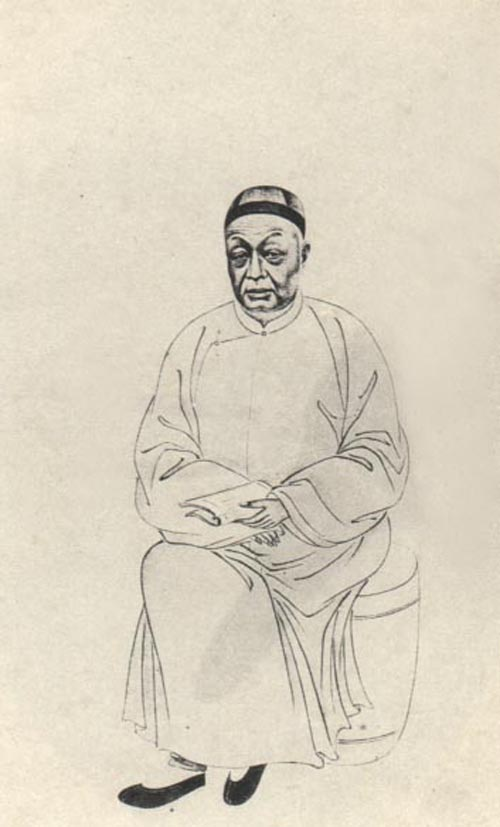
楊文会の肖像画（『清代学者象伝』）

楊 文会（よう ぶんかい、1837年12月13日（道光17年11月16日） - 1911年10月8日（宣統3年8月17日））は、中国の清末の居士仏教の中心人物である。号の「仁山」（じんざん）の方で知られている。池州（安徽省石台県）の出身。

## 経歴
刑部の官僚として勤め、曽国藩や李鴻章らの幕僚となり、穀米局や南京の工程監督、江寧籌防局、漢口塩局の工程監督などを歴任した。
1864年（同治3年）、進士であった父の喪によって帰省、病床で『大乗起信論』を読み、さらに『金剛般若経』や『楞厳経』をも読破し、仏教信者となった。1878年（光緒4年）、駐英仏公使の随員として渡欧、1886年（光緒12年）には、駐英露公使の随員としてロンドンに行き、南条文雄と出会い、多くの中国では失われた経典を日本より得ることができた。また、欧州では、政情を視察し、天文・測量・製図法などを学び、幾多の科学機器を持ち帰った。よって、一方では、文会は、西洋通で最新の科学知識も学んだ開明分子としての一面も有しており、譚嗣同たちと南京で測量学会を立ち上げている。
その後、居所を南京に移し、1897年（光緒23年）、同志たちと金陵刻経処を創設し、仏典の刊行と流通に尽力した。その生前に刊刻した経典は、二千巻余と称されている。また、その仏教信仰は、『大乗起信論』を根本としながら、『妙法蓮華経』、『華厳経』や、『唯識論』に及び、浄土教を終着点とし、誦経念仏の実践にも精励した。インドへの布教を目的とした仏教専門学校の設立にも尽力した。
また、ティモシー・リチャード（李提摩太）による『大乗起信論』の英訳に助力した。最後は『大蔵輯要』の刊行を目論んだが果たせずに亡くなったが、その刊行した経典類は、2,000余巻に及んだ。
楊文会居士は、清朝末期の仏教復興の祖とされ、仏教を当時の新思潮として復興させるのに一役買い、梁啓超や康有為、章炳麟、譚嗣同、太虚らにも影響を与えた。梁啓超は、清末の新思想家で、仏教と無関係な人士は存在しない、とまで述べている。

## 著作
1919年（民国8年）、『楊仁山居士遺著』22巻10冊が刊行された。